# Mission Père Noël (film)
Mission Père Noël (A Country Christmas) est un film de Noël américain réalisé par Dustin Rikert, sorti en 2013.

## Synopsis
Le père Noël perd ses pouvoirs magiques après qu'un sénateur mène une campagne contre lui. Il ne peut donc pas remplir son rôle le soir de Noël... Deux enfants, Miley et Zach, vont l'accueillir dans leur grange et lui venir en aide afin de sauver la fête.

## Fiche technique
- Titre original : A Country Christmas
- Titre français : Mission Père Noël
- Réalisation : Dustin Rikert
- Scénario : William Shockley, Dustin Rikert et Eric Brooks
- Direction artistique : Natalie Allen-Sullivan et Tricia Turczynski
- Décors : Natalie Marie
- Costume : Paula Rogers
- Photographie : A. J. Raitano
- Montage : Dustin Rikert
- Musique : Christopher Farrell
- Casting : Robin Shockley
- Production : Eric Brooks, Dustin Rikert, Jason Sallee et William Shockley ; Joel Kaye et Rich Robles (production 2e unité) ; Robin Shockley et Michael Stabach (associée) ; Kix Brooks (exécutif)
- Sociétés de production : Team 2 Entertainment
- Sociétés de distribution : Lightning Entertainment (tous médias) et Phase 4 Films (DVD)
- Pays d'origine :  États-Unis
- Langue originale : anglais
- Format : couleur - 35 mm - 1,78:1 - son Dolby Digital
- Durée : 91 minutes
- Dates de diffusion :
  -  États-Unis : 27 octobre 2013 (Festival du film d'Austin)
  -  France : 6 décembre 2013 (sorti directement à la télévision) sur Gulli

 Sauf indication contraire, les informations mentionnées dans cette section peuvent être confirmées par la base de données cinématographiques IMDb,  présente dans la section « Liens externes ».

## Distribution
- Joey Lauren Adams : Renae Logan
- William Shockley (VF : Yann Pichon) : Joe Logan
- Kevin Pollak : le sénateur Max Schmucker
- Abraham Benrubi (VF : Julien Chatelet) : le Père Noël
- Benjamin Stockham (en) : Zach Logan
- Caitlin Carmichael : Miley Logan
- Illeana Douglas : Susan Satcher
- Mikey Post (en) : Elliot
- Trace Adkins (VF : Jean-Pierre Leblan) : le shérif Arrington
- Jay DeMarcus (VF : Jean-Pierre Leblan) : Chim Ritchels
- Sheree J. Wilson : Bonnie Branson
- David Shatraw (en) : Anderson Hemmer
- Tava Smiley (en) : Robin Walters
- Catherine Kamei : Mme Pipkin
- Loren Lester (en) : Matt Couric